# Karatschai-Tscherkessien
Koordinaten: 43° 51′ N, 41° 42′ O
Die im Nordkaukasus gelegene Karatschai-Tscherkessische Republik, kurz Karatschai-Tscherkessien (russisch Карачаево-Черкесская Республика/Karatschajewo-Tscherkesskaja Respublika; karatschai-balkarisch Къарачай-Черкес Республика; kabardinisch Къэрэшей-Шэрджэс Республикэ; abasinisch Къарча-Черкес Республика; nogaisch Карашай-Шеркеш Республикасы) ist seit 1991 eine Republik im südlichen Teil des europäischen Russlands.

## Geographie

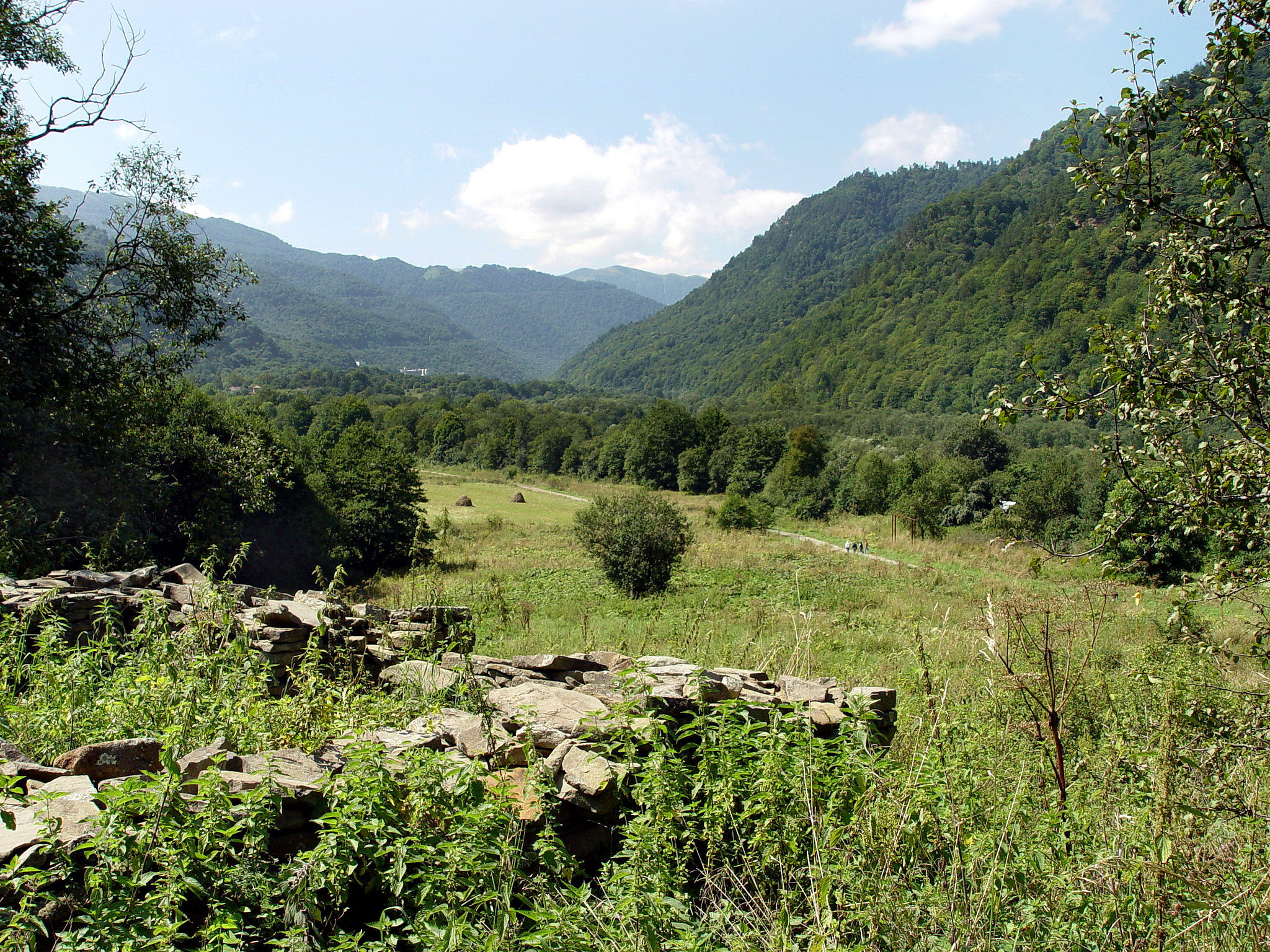
Panoramablick in der Nähe von Arkhyz

Karatschai-Tscherkessien liegt am Nordabhang des Kaukasus westlich und nördlich des Elbrus. Mit 80 Prozent liegt der größte Teil im Gebirge. Den südlichen Teil der Republik nimmt das bis zu 5000 m hohe Gebirgsland des Großen Kaukasus ein, im Norden wird das Land flacher. Hier entspringen dem zentralen Gebirgskamm des Großen Kaukasus die Flüsse Kuban, Großer Selentschuk und Teberda. Zahllose weitere Wasserfälle und Bäche rinnen von den Gletschern in die Täler hinunter.
Karatschai-Tscherkessien grenzt im Westen an die Region Krasnodar, im Norden an die Region Stawropol, im Osten an die Republik Kabardino-Balkarien, im Süden, entlang des zentralen Gebirgskamms des Großen Kaukasus, an Abchasien und Georgien. Entsprechend den Höhenlagen ist das Klima unterschiedlich. Die klimatischen Bedingungen und die Böden begünstigen im Norden die Landwirtschaft, die nach Süden hin in Almwirtschaft übergeht. Das Klima im Norden ist mäßig warm. Der Winter ist kurz, der Sommer warm, lang und niederschlagsreich. Das Temperaturmittel im Januar beträgt −3,2 °C, im Juli 20,6 °C. In der Republik gibt es rund 130 Hochgebirgsseen, die durch Gletscher entstanden, und das Teberda-Naturreservat.
Verschiedenste Bodenschätze finden sich in der Republik: Kupferkies, Metallerze, Gold, Silber, Steinkohle, Granit und Marmor in verschiedenen Farben, Rohstoffe für die Zementherstellung und Kalkstein.

## Bevölkerung, Sprache und Religion

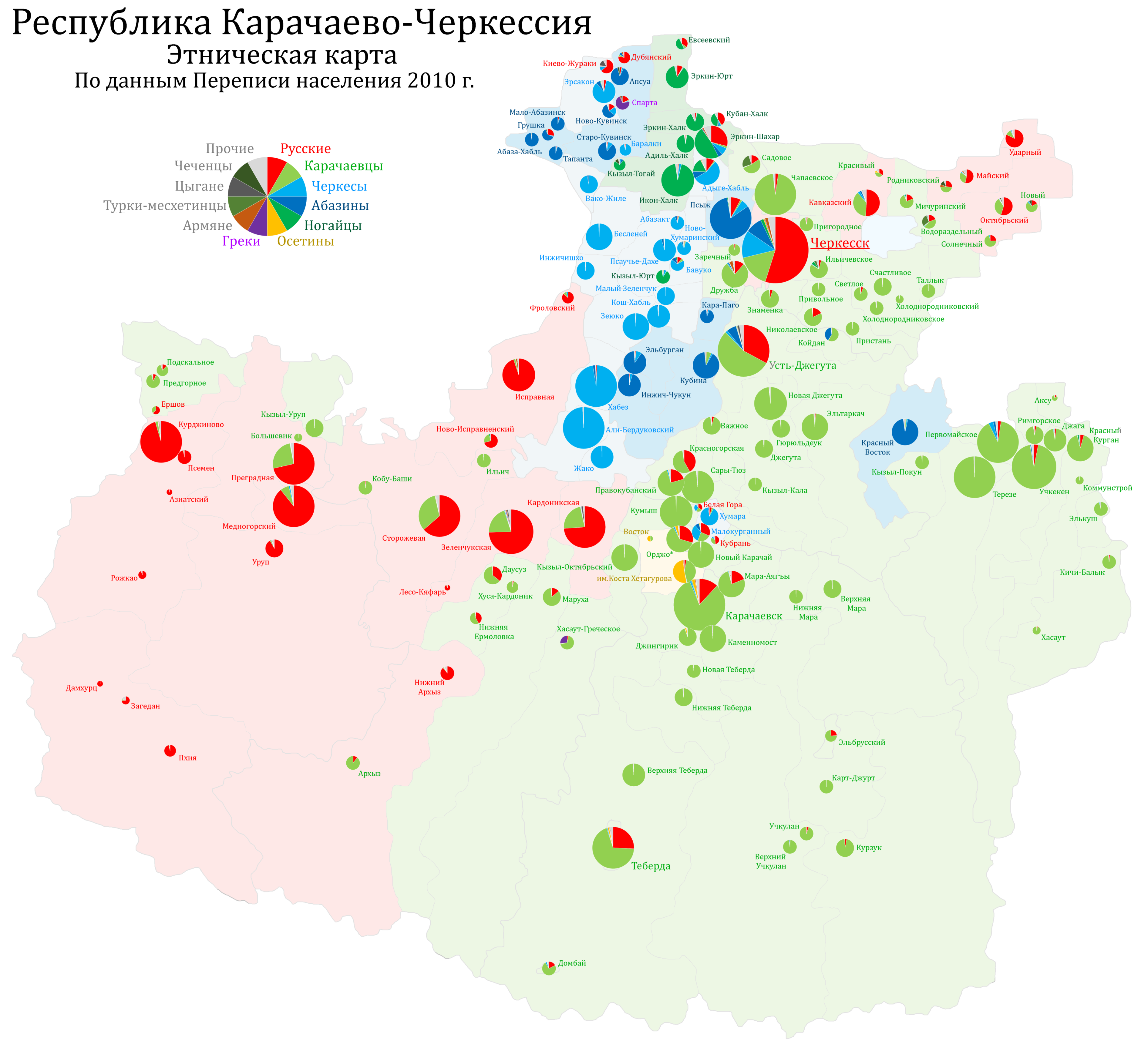
Ethnische Mehrheiten in allen Orten Karatschai-Tscherkessiens.
helleres grün: Karatschaier
dunkleres grün (im Norden): Nogaier
rot: Russen
helleres blau: Tscherkessen
dunkleres blau (im mittleren Norden): Abasinen
gelb (Mehrheit in zwei Dörfern): Osseten
violett: Griechen (Mehrheit in einem Dorf)
übrige Ethnien (Armenier, Mescheten, Roma, Tschetschenen, andere) nur lokal Minderheiten.

Karatschai-Tscherkessien ist eine multinationale Republik. Hier leben Angehörige von gut 80 Nationalitäten. Die Bevölkerung der Republik zählte bei der Volkszählung 2010 477.859 Einwohner. Die beiden namensgebenden, ethnisch nicht verwandten Völker sind die Karatschaier, ein Turkvolk, das hier zuerst siedelte, und die Tscherkessen, ein nordwestkaukasisches Volk. Sie stellen zusammen etwas über die Hälfte der Bewohner. Dann kamen Abasinen, Nogaier und schließlich, in der zweiten Hälfte des 19. Jahrhunderts, auch russische Kosaken hinzu. Diese bilden mit 33,5 % Bevölkerungsanteil die größte Minderheit. Kleinere Minderheiten sind die Armenier (2002: 3197 Personen) und die Tataren (2002: 2021 Personen).
Während die karatschaische Sprache und die nogaische Sprache zu den Turksprachen gehören, sind die tscherkessischen Sprachen (Adygeisch und Kabardinisch) und das Abasinische kaukasische Sprachen. Die Sprachen dieser fünf Ethnien sind in der Republik als „Staatssprachen“ offiziell, Amtssprache ist aber nur das Russische. Die Mehrheit der Bevölkerung ist islamischen Glaubens, eine Minderheit gehört zur Russisch-Orthodoxen Kirche.
| Volksgruppe | VZ 1926 1 | VZ 1926 1 | VZ 1939 1 | VZ 1939 1 | VZ 1959 1 | VZ 1959 1 | VZ 1970 | VZ 1970  | VZ 1979 | VZ 1979  | VZ 1989 | VZ 1989  | VZ 2002 | VZ 2002 | VZ 2010 | VZ 2010 | VZ 2021 | VZ 2021 |
| Volksgruppe | Anzahl    | %         | Anzahl    | %         | Anzahl    | %         | Anzahl  | %        | Anzahl  | %        | Anzahl  | %        | Anzahl  | %       | Anzahl  | %       | Anzahl  | %       |
| --- | --------- | --------- | --------- | --------- | --------- | --------- | ------- | -------- | ------- | -------- | ------- | -------- | ------- | ------- | ------- | ------- | ------- | ------- |
| Karatschaier | 53.175    | 31,27 %   | 70.932    | 29,17 %   | 67.830    | 24,40 %   | 97.104  | 28,17 %  | 109.196 | 29,74 %  | 129.449 | 31,19 %  | 169.198 | 38,51 % | 194.324 | 40,97 % | 205.578 | 44,38 % |
| Russen | 40.072    | 23,57 %   | 118.785   | 48,84 %   | 146.228   | 51,03 %   | 162.442 | 47,13 %  | 165.451 | 45,07 %  | 175.931 | 42,40 %  | 147.878 | 33,66 % | 150.025 | 31,63 % | 127.621 | 27,55 % |
| Tscherkessen 2 | 16.186    | 9,52 %    | 18.113    | 7,45 %    | 24.920    | 8,97 %    | 32.067  | 9,05 %   | 35.406  | 9,6 %    | 41.570  | 10,01 %  | 50.815  | 11,57 % | 57.424  | 12,11 % | 59.463  | 12,84 % |
| Abasinen | 13.731    | 8,08 %    | 14.138    | 5,81 %    | 18.159    | 6,53 %    | 22.896  | 6,64 %   | 24.245  | 6,60 %   | 27.475  | 6,62 %   | 32.346  | 7,36 %  | 36.919  | 7,73 %  | 37.664  | 8,13 %  |
| Nogaier | 6263      | 3,68 %    | 6872      | 2,82 %    | 8903      | 3,20 %    | 11.062  | 3,21 %   | 11.872  | 3,23 %   | 12.993  | 3,13 %   | 14.873  | 3,38 %  | 15.654  | 3,30 %  | 17.368  | 3,75 %  |
| Osseten | 3.276     | 1,93 %    | 3934      | 1,62 %    | 3644      | 1,31 %    | 3724    | 1,08 %   | 3832    | 1,04 %   | 3806    | 0,92 %   | 3333    | 0,76 %  | 3142    | 0,66 %  | 2511    | 0,54 %  |
| Armenier | k.Ang.    | ? %       | 839       | 0,34 %    | 892       | 0,32 %    | 931     | 0,27 %   | 2424    | 0,66 %   | 2359    | 0,57 %   | 3197    | 0,73 %  | 2737    | 0,58 %  | 1732    | 0,37 %  |
| Tataren | k.Ang.    | ? %       | k.Ang.    | ? %       | 1280      | 0,46 %    | 1661    | 0,48 %   | 1876    | 0,51 %   | 2496    | 0,60 %   | 2021    | 0,46 %  | 1696    | 0,36 %  | 928     | 0,20 %  |
| Ukrainer | 32.518    | 19,13 %   | 4104      | 1,69 %    | 4199      | 1,44 %    | 4819    | 1,40 %   | 4555    | 1,24 %   | 6308    | 1,52 %   | 3331    | 0,76 %  | 1990    | 0,42 %  | 787     | 0,17 %  |
| Aserbaidschaner | k.Ang.    | ? %       | k.Ang.    | ? %       | 152       | 0,05 %    | 244     | 0,07 %   | 475     | 0,13 %   | 930     | 0,22 %   | 1024    | 0,24 %  | 976     | 0,20 %  | 720     | 0,16 %  |
| Griechen | 996       | 0,59 %    | 1452      | 0,60 %    | 1945      | 0,70 %    | 1744    | 0,51 %   | 1576    | 0,43 %   | 1630    | 0,39 %   | 1349    | 0,31 %  | 1276    | 0,27 %  | 704     | 0,15 %  |
| Tschetschenen | k.Ang.    | ? %       | k.Ang.    | ? %       | k.Ang.    | ? %       | 104     | 0,03 %   | 212     | 0,06 %   | 460     | 0,11 %   | 1757    | 0,40 %  | 674     | 0,14 %  | 422     | 0,09 %  |
| Weißrussen | k.Ang.    | ? %       | k.Ang.    | ? %       | 669       | 0,24 %    | 1015    | 0,29 %   | 1043    | 0,28 %   | 1319    | 0,32 %   | 733     | 0,17 %  | 443     | 0,09 %  | 170     | 0,04 %  |
| Deutsche | k.Ang.    | ? %       | 569       | 0,23 %    | 153       | 0,06 %    | 440     | 0,13 %   | 590     | 0,16 %   | 871     | 0,21 %   | 486     | 0,11 %  | 307     | 0,06 %  | 85      | 0,02 %  |
| Andere | 3810      | 2,24 %    | 3466      | 1,43 %    | 3558      | 1,28 %    | 4394    | 1,27 %   | 4357    | 1,19 %   | 7373    | 1,78 %   | 7041    | 1,60 %  | 6773    | 1,43 %  | 7515    | 1,62 %  |
| Nationalitäten TOTAL | 170.027   | 100,00 %  | 243.201   | 100,00 %  | 277.959   | 100,00 %  | 344.647 | 100,00 % | 367.110 | 100,00 % | 414.970 | 100,00 % | 439.382 | 99,98 % | 474.360 | 99,27 % | 463.268 | 98,60 % |
| keine Angaben | 0         | 0,00 %    | 0         | 0,00 %    | 0         | 0,00 %    | 4       | 0,00 %   | 1       | 0,00 %   | 0       | 0,00 %   | 88      | 0,02 %  | 3499    | 0,73 %  | 6597    | 1,40 %  |
| Einwohner | 170.027   | 100 %     | 243.201   | 100 %     | 284.723   | 100 %     | 344.651 | 100 %    | 367.111 | 100 %    | 414.970 | 100 %    | 439.470 | 100 %   | 477.859 | 100 %   | 469.268 | 100 %   |
| 1 heutiger Gebietsumfang 2 1926 13.496 Kabardiner und 2.690 Tscherkessen, 1939 1598 Kabardiner und 16.515 Adygen, 1959 24.145 Tscherkessen und 775 Kabardiner, 1970 31.190 Tscherkessen, 735 Kabardiner und 142 Adygen, 1979 34.430 Tscherkessen, 756 Kabardiner und 220 Adygen, 1989 40.241 Tscherkessen, 1.033 Kabardiner und 296 Adygen, 2002 49.591 Tscherkessen, 915 Kabardiner und 309 Adygen, 2010 56.466 Tscherkessen, 771 Kabardiner und 187 Adygen, 2021 58.825 Tscherkessen, 523 Kabardiner und 115 Adygen |           |           |           |           |           |           |         |          |         |          |         |          |         |         |         |         |         |         |

## Geschichte

Karatschai-Tscherkessien im regionalen Zusammenhang

Das Territorium von Karatschai-Tscherkessien gehörte seit Ende des ersten Jahrtausends v. Chr. zum Staat der Alanen. Im 16. bis zum 18. Jahrhundert wurde ein Teil dieses Gebiets vom Khanat der Krim beherrscht. Seit der ersten Hälfte des 19. Jahrhunderts, gemäß dem russisch-türkischen Friedensvertrag von Adrianopel von 1829, gehört das Territorium des heutigen Karatschai-Tscherkessiens zu Russland. Aber noch im Kaukasuskrieg (1817–1864) kämpften die meisten Karatschaier, Tscherkessen, Abasinen und Nogaier um ihre Unabhängigkeit. Am 12. Januar 1922 wurde das Autonome Gebiet der Karatschaier und Tscherkessen innerhalb der Südöstlichen Region (Krai) formiert; am 26. April 1926 wurde das Gebiet in das Karatschaische Autonome Gebiet, den Tscherkessischen Nationalbezirk und zwei Rajons aufgeteilt.
Durch einen Erlass des Präsidiums des Obersten Sowjets der UdSSR wurde das Karatschaische Autonome Gebiet am 12. Oktober 1943 liquidiert und die Karatschaier wegen angeblicher Kollaboration mit den deutschen Besatzern deportiert. Der südliche Teil des Karatschai-Gebietes wurde Georgien angegliedert, der größere nördliche Teil mit der Region Stawropol vereinigt.
Während und in der Folge der Deportation kamen viele Karatschaier (nach einigen Schätzungen 50 %) ums Leben. Die Deportation der Karatschaier, vorwiegend nach Sibirien, dauerte bis 1957 an; in dieser Zeit existierte die Republik nicht. 1957 wurden den Karatschaiern die Rückkehr gestattet und die Republik mit dem früheren Doppelnamen und den alten Grenzen als Autonome Oblast (AO) im Bestand der Russischen SFSR wiederhergestellt. Mit Auflösung der Sowjetunion wurde sie zu einer Republik innerhalb Russlands. Staatsoberhaupt wurde der seit 1979 als Vorsitzender des Republiksowjets und 1990–1992 zugleich als Regierungschef amtierende Wladimir Chubijew.
Verglichen mit Tschetschenien, Dagestan und Kabardino-Balkarien blieb die Teilrepublik Karatschai-Tscherkessien von längeren gewaltverbundenen politischen Erschütterungen mit Ausnahme der schweren nationalistischen Krisen 1994 und 1999/2000 stärker verschont. Nach Beendigung der zweiten Krise durch Eingreifen der Moskauer Zentralregierung hat sich ein vergleichsweise plurales politisches System unter der Karatschai-Tscherkessischen Volksversammlung mit geringem Zulauf islamistischer Gruppen gebildet. Die Region wird in Russland daher heute als die „ruhige Republik“ im unruhigen Nordkaukasus bezeichnet. Nach den Regionalpräsidentenwahlen in Karatschai-Tscherkessien 1999 drohte die Spaltung dieser autonomen Republik. Die den zahlreicheren Karatschaiern unterlegenen Tscherkessen und Abasinen wollen ihre eigene autonome Republik wieder errichten, die bereits bis 1957 bestanden hatte. Staatschef war bis 2003 Präsident Wladimir Semjonow, danach bis 2008 Mustafa Batdyjew. Im August 2008 wurde Boris Ebsejew – gemäß der russischen Verfassung auf Vorschlag Staatspräsident Dmitri Medwedews – zum neuen Präsidenten Karatschai-Tscherkessiens gewählt. Als Regierungschef führt Alik Kardanow seit 2005 die Republik (bereits 2000–2003 Regierungschef). Im Februar 2011 wurde Raschid Temrezow zum neuen Staatschef von Karatschai-Tscherkessien ernannt.

## Wirtschaft und Verkehr

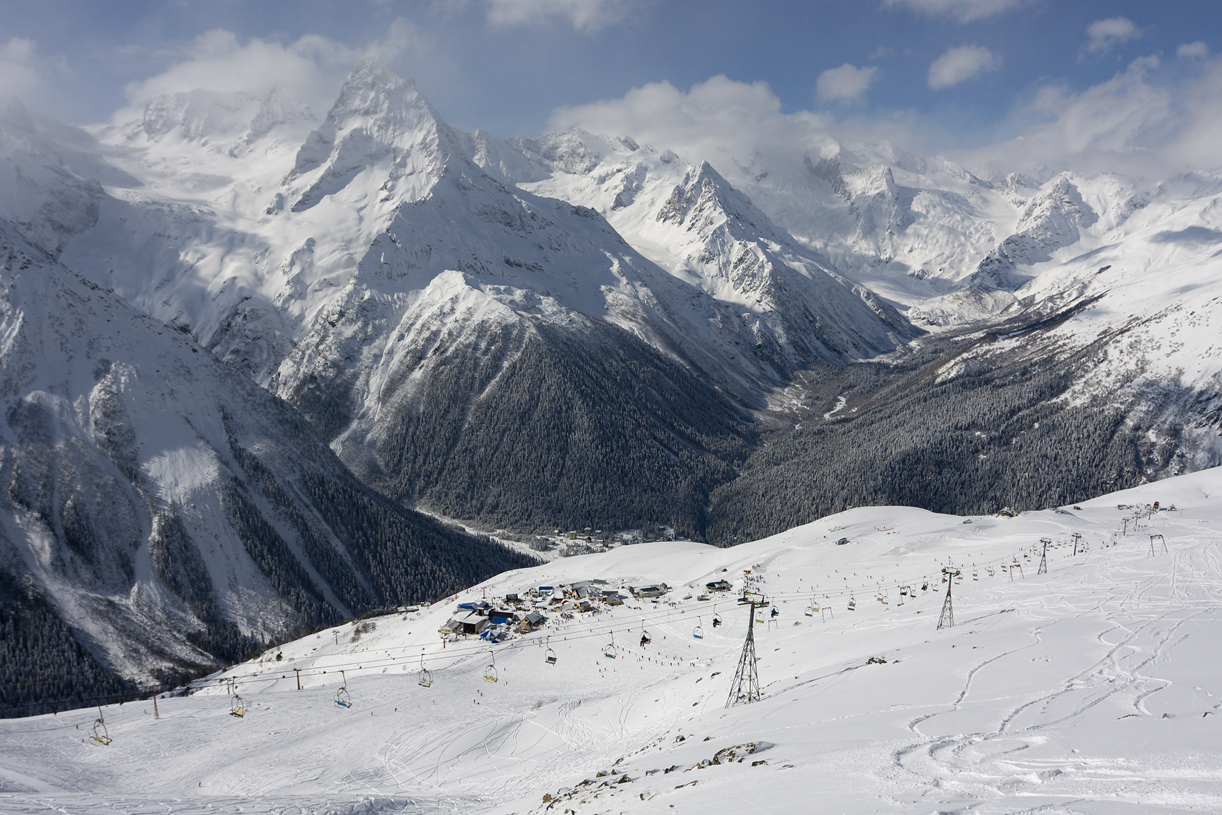
Skipisten in Dombai

In der Republik sind die Industrie und die Landwirtschaft gleich stark. Die Republik lässt sich in zwei Gebiete einteilen, einen eher industriellen Norden und einen eher vom Primärsektor geprägten Süden. Im Norden sind vorwiegend um die Hauptstadt Tscherkessk die Chemieindustrie, der Maschinenbau und die Konsumgüterindustrie angesiedelt. In der fruchtbaren nördlichen Steppe werden, begünstigt durch das feuchtwarme Klima, Mais, Weizen, Kartoffeln, Sonnenblumen und Zuckerrüben angebaut. Typischer für den Süden sind die Holzverarbeitungsindustrie sowie die Viehzucht. Dazu bildet der Bergbau mit Steinkohleförderung sowie der Gewinnung von Zinn-, Zink- und Kupfererzen die wirtschaftliche Basis im Süden. Von großer Bedeutung für die Region sind Tourismus und Bergsport. Weitbekannt sind die Erholungsorte Dombai, Archys und Teberda. Archys ist außerdem für das astrophysische Observatorium der Russischen Akademie der Wissenschaften bekannt. Ein wichtiger Wirtschaftszweig sind auch die vielen Flüsse und Mineralquellen, aus denen teilweise Mineralwasser gewonnen wird.
Die Hauptstadt Tscherkessk ist durch eine Stichstrecke mit der Nordkaukasus-Eisenbahn verbunden. Der größte Teil des Landes ist nur durch Straßen verkehrsmäßig erschlossen.

## Verwaltungsgliederung
Die Republik Karatschai-Tscherkessien gliedert sich in zehn Rajons und zwei Stadtkreise. Den Rajons sind insgesamt 5 Stadt- und 82 Landgemeinden unterstellt (Stand: 2010).
| [ A 1 ] | Stadtkreis     | Einwohner | Fläche (km²) | Bevölkerungs- dichte (Ew./km²) | Stadt- bevölkerung | Land- bevölkerung | Weitere Orte                                   | Anzahl städtischer Siedlungen | Anzahl ländlicher Siedlungen |
| ------- | -------------- | --------- | ------------ | ------------------------------ | ------------------ | ----------------- | ---------------------------------------------- | ----------------------------- | ---------------------------- |
| I       | Karatschajewsk | 33.871    | 27           | 1254                           | 29.305             | 4.566             | Elbrusski, Dombai, Ordschonikidsewski, Teberda | 5                             | 1                            |
| II      | Tscherkessk    | 116.455   | 67           | 1738                           | 116.455            | –                 |                                                | 1                             | –                            |

| [ A 1 ] | Rajon                 | Einwohner | Fläche (km²) | Bevölkerungs- dichte (Ew./km²) | Stadt- bevölkerung | Land- bevölkerung | Verwaltungssitz     | Weitere Orte                   | Anzahl Stadt- gemeinden | Anzahl Land- gemeinden |
| ------- | --------------------- | --------- | ------------ | ------------------------------ | ------------------ | ----------------- | ------------------- | ------------------------------ | ----------------------- | ---------------------- |
| 1       | Abasinischer          | 13.280    | 300          | 44                             | –                  | 13.280            | Inschitsch-Tschukun |                                | –                       | 5                      |
| 2       | Adyge-Chabl           | 11.931    | 323          | 37                             | –                  | 11.931            | Adyge-Chabl         |                                | –                       | 6                      |
| 10      | Chabes                | 28.188    | 565          | 50                             | –                  | 28.188            | Chabes              |                                | –                       | 10                     |
| 4       | Karatschaischer       | 24.836    | 3916         | 6                              | 4.533              | 20.303            | Karatschajewsk      | Nowy Karatschai, Prawokubanski | 2                       | 13                     |
| 5       | Klein-Karatschaischer | 40.012    | 1365         | 29                             | –                  | 40.012            | Utschkeken          |                                | –                       | 10                     |
| 6       | Nogaischer            | 13.671    | 208          | 66                             | –                  | 13.671            | Erken-Schachar      |                                | –                       | 5                      |
| 7       | Prikubanischer        | 28.018    | 939          | 30                             | 1.031              | 26.987            | Kawkasski           | Udarny                         | 1                       | 11                     |
| 3       | Selentschukskaja      | 49.033    | 2931         | 17                             | –                  | 49.033            | Selentschukskaja    |                                | –                       | 9                      |
| 8       | Urup                  | 17.683    | 2782         | 6                              | 4.131              | 13.552            | Pregradnaja         | Mednogorski                    | 1                       | 6                      |
| 9       | Ust-Dscheguta         | 50.039    | 943          | 53                             | 29.857             | 20.182            | Ust-Dscheguta       |                                | 1                       | 7                      |

Anmerkungen:
1. 1 2  Nummer des Rajons/Stadtkreises (in alphabetischer Reihenfolge der Namen im Russischen)
2. 1 2  Einwohnerzahlen vom 1. Januar 2010 (Berechnung)
3. ↑  Siedlungen städtischen Typs
4. ↑  Siedlungen städtischen Typs bzw. Stadtgemeinden
5. ↑  Stadt gehört nicht zum Rajon, sondern bildet eigenständigen Stadtkreis; Einwohnerzahl der Stadt nicht bei der Berechnung der Bevölkerungsdichte berücksichtigt

## Städte
Die Hauptstadt Tscherkessk ist die einzige Großstadt. Weitere bedeutende Siedlungen sind Ust-Dscheguta, Karatschajewsk und Selentschukskaja. Insgesamt gibt es in Karatschai-Tscherkessien vier Städte und sieben Siedlungen städtischen Typs.
| Stadt*/Städt. Siedlung | Russisch          | Stadtkreis/Rajon          | Einwohner (14. Oktober 2010) | Lage                 |
| ---------------------- | ----------------- | ------------------------- | ---------------------------- | -------------------- |
| Dombai                 | Домбай            | Stadtkreis Karatschajewsk | 657                          | 43° 17′ N, 41° 37′ O |
| Elbrusski              | Эльбрусский       | Stadtkreis Karatschajewsk | 320                          | 43° 35′ N, 42° 8′ O  |
| Karatschajewsk*        | Карачаевск        | Stadtkreis                | 21.483                       | 43° 46′ N, 41° 54′ O |
| Mednogorski            | Медногорский      | Urupskaja                 | 5.960                        | 43° 55′ N, 41° 11′ O |
| Nowy Karatschai        | Новый Карачай     | Karatschajewsk            | 3.035                        | 43° 49′ N, 41° 54′ O |
| Ordschonikidsewski     | Орджоникидзевский | Stadtkreis Karatschajewsk | 3.039                        | 43° 51′ N, 41° 54′ O |
| Prawokubanski          | Правокубанский    | Karatschajewsk            | 3.187                        | 43° 55′ N, 41° 53′ O |
| Teberda*               | Теберда           | Stadtkreis Karatschajewsk | 9.058                        | 43° 27′ N, 41° 45′ O |
| Tscherkessk*           | Черкесск          | Stadtkreis                | 129.069                      | 44° 13′ N, 42° 3′ O  |
| Udarny                 | Ударный           | Prikubanski               | 1.083                        | 44° 21′ N, 42° 30′ O |
| Ust-Dscheguta*         | Усть-Джегута      | Ust-Dscheguta             | 30.566                       | 44° 5′ N, 41° 58′ O  |